# Fear (filme de 2023)
Fear (bra: Medo) é um filme de terror e suspense americano de 2023 dirigido por Deon Taylor e coescrito por Taylor e John Ferry. É estrelado por Joseph Sikora, Andrew Bachelor, Annie Ilonzeh, Ruby Modine, Iddo Goldberg, Terrence Jenkins, T.I. e Jessica Allain.
O filme foi lançado em 27 de janeiro de 2023 e recebeu críticas negativas, arrecadando US$ 2,1 milhões.

## Sinopse
Um fim de semana de férias se torna sinistro quando um grupo de amigos enfrenta seus piores medos, um por um.

## Elenco
- Joseph Sikora como Rom
- Andrew Bachelor como Benny
- Annie Ilonzeh como Bianca
- Ruby Modine como Serena
- Iddo Goldberg como Michael
- Terrence Jenkins como Russ
- Jessica Allain como Meg
- Clifford "T.I." Joseph como Lou

## Produção

### Filmagens
Fear, originalmente intitulado Don't Fear, foi gravado em 17 dias em Kyburz, Califórnia, durante a pandemia de COVID-19 em agosto de 2020.

### Música
A trilha sonora do filme foi composta por Geoff Zanelli, que já havia feito vários filmes anteriores de Taylor.

## Lançamento
Fear foi programado para ser lançado no fim de semana do Dia dos Namorados em 2022, como o primeiro lançamento da nova distribuidora da Hidden Empire Film Group, a Hidden Empire Releasing. O filme foi lançado nos Estados Unidos em 27 de janeiro de 2023 e lançado por vídeo sob demanda em 25 de abril de 2023.

## Recepção

### Resposta da crítica
No site agregador de críticas Rotten Tomatoes, 21% das 19 análises dos críticos são positivas, com uma avaliação média de 3,9/10.
Matthew Monagle, do The Austin Chronicle, escreveu: "É frustrante ver Fear oscilar descuidadamente entre aparições de criaturas, filme de casa mal-assombrada e terror popular... No final, a coisa mais assustadora sobre Fear é sua montagem de abertura – o que não é um elogio que qualquer diretor queira ouvir." Katie Walsh, do Tribune News Service, elogiou a cinematografia, trilha sonora e design de som, mas criticou o roteiro, provando que "é impossível ter muitas ideias para apenas um filme." Ela acrescentou: "O mais mortal de tudo é que Fear simplesmente não é assustador. Os jump scares não acontecem, os medos em si são um pouco bobos e parece que Taylor está se contendo durante a maior parte do tempo do filme." Jeffrey M. Anderson, da Common Sense Media, deu ao filme 2/5 estrelas, escrevendo: "Apesar de um elenco diversificado e uma localização bacana, este filme de terror barato e inerte se desenrola com uma coleção nada imaginativa de gêneros desgastados, começando com seu título brega."
Richard Roeper, do Chicago Sun-Times, deu ao filme 3/4 estrelas, escrevendo: "Não há nada sutil ou profundamente original em Fear, embora apresente alguns efeitos especiais impressionantes, embora de baixo orçamento, design de produção de primeira linha e fortes atuações do elenco; todos sabem que vimos uma dúzia de outros filmes sobre um grupo de amigos que se reúnem no interior para o que eles esperam que seja um fim de semana divertido, apenas para ver as coisas passarem rapidamente de levemente perturbadoras a totalmente estranhas e de profundamente preocupantes a horríveis e sangrentas."